# SUPER FREAK SUNDAY
SUPER FREAK SUNDAY（スーパー・フリーク・サンデー）は、FM-FUJIで1991年4月7日から2001年3月25日まで毎週日曜日に放送していたワイド番組。愛称は、「スーフリ」。最新音楽やトレンド情報、ゲストトークなど男女コンビDJによる掛け合いの楽しさがリスナーに支持された。

## 概説
番組開始当初は11:00 - 15:55（295分）で、甲府市のエフエム富士本社スタジオから生放送していた。初代DJはくず哲也。1992年、渋谷区代々木に新スタジオ「STUDIO ViViD」の開設に伴い、同年6月1日より新スタジオからの放送へ移行する。その後、DJは石丸元章→バカボン鬼塚と交代し、放送時間も12:00 - 16:55（295分）に繰り下げとなった。特にバカボン鬼塚・似鳥裕子時代は「鬼ちゃん・ニタちゃん」コンビとして親しまれ、名実ともにFM-FUJIの日曜の人気番組となった。
その後、終了時刻繰上げによる短縮（12:00 - 16:55（295分）→12:00 - 16:30（270分））を経て、1998年4月5日より10:00 - 15:55（355分）の放送となる。その後、1999年10月よりバカボン鬼塚のパートナーが似鳥裕子から井坂綾に交代した。
放送は2001年3月25日で終了。その後の日曜10:00 - 15:55枠は、翌週4月1日より引き続きSTUDIO ViViDより「POP UP SUNDAY」が放送開始（2006年3月終了）。井坂綾は4月7日より土曜10:00 - 15:55枠の「COUNTDOWN CONNECTIONS」を担当、2008年3月まで出演した。

## DJ
男性
- くず哲也（初代）
- 石丸元章（2代）
- バカボン鬼塚（3代）

女性
- ミッキー
- 新保美恵湖
- 似鳥裕子
- 井坂綾 ほか